# Adalbert von Waltenhofen
Adalbert Carl von Waltenhofen zu Eglofsheimb (Admontbichl, 14 maggio 1828 – Vienna, 5 febbraio 1914) è stato un fisico austriaco.
Dal 1853 fu professore di fisica all'università di Innsbruck e, successivamente, di elettrotecnica al politecnico di Vienna. Waltenhofen è associato ad alcune teorie relative al magnetismo e all'elettricità; dopo il 1855 costruì inoltre un particolare pendolo, detto pendolo di Waltenhofen.

## Opere
- Grundriß der mechanischen Physik., Leipzig, 1875
- Die internationalen absoluten Maße, insbesondere die elektrischen Maße., Braunschweig, 1885